# Pistorinia
Pistorinia ist eine Pflanzengattung aus der Familie der Dickblattgewächse (Crassulaceae). Der botanische Name der Gattung ehrt den spanischen Arzt italienischer Abstammung Santiago Pistorini (?–1776), Leibarzt des spanischen Königs Karl III.

## Beschreibung
Die Arten der Gattung Pistorinia sind drüsig behaarte, einjährige, krautige Pflanzen mit aufrechten Trieben. Ihre grünen, oft rot überlaufenden, sitzenden, stielrunden bis halbstielrunden Laubblätter sind ganzrandig und wechselständig angeordnet.
Der endständige Blütenstand besteht meist aus vielblütigen Zymen. Die gestielten Blüte sind fünfzählig und obdiplostemon. Ihre grünen Kelchblätter sind breit sitzend und spitz bis spitz zulaufend. Die langen, gelben, rosafarbenen oder purpurnen, oft fein punktierten Kronblätter sind an ihrer Basis zu mindestens der Hälfte miteinander verwachsen und bilden eine deutliche Kronröhre. Die Kronzipfel sind während der Anthese ausgebreitet.
Die aufrechten, schlanken Früchte sind braun. Die darin enthaltenen braunen Samen sind ellipsoid und gerippt.

## Systematik und Verbreitung

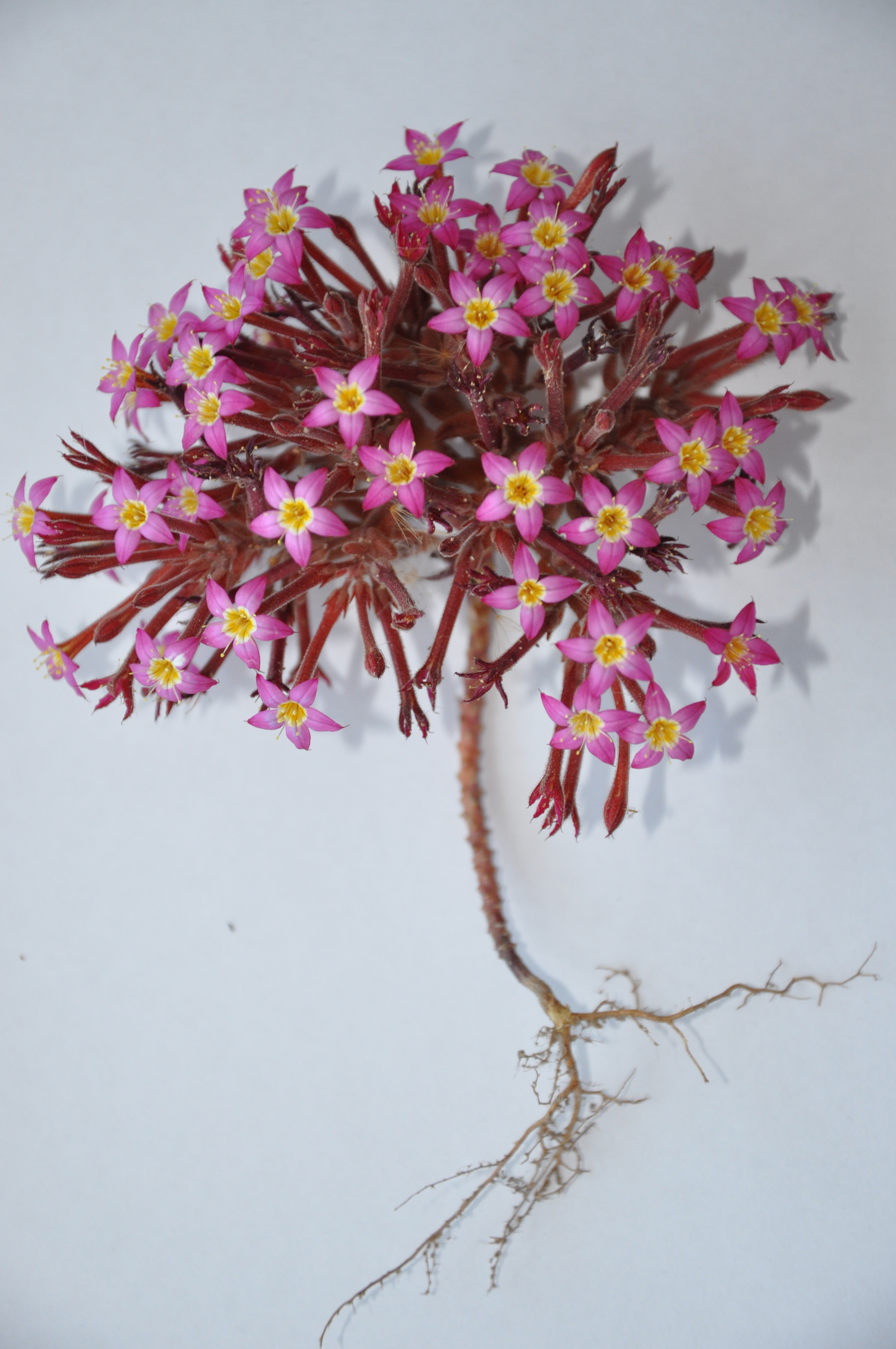
Pistorinia in Blüte

Die Gattung Pistorinia ist auf der Iberischen Halbinsel und im Norden Afrikas verbreitet. Die Erstbeschreibung wurde 1828 von Augustin-Pyrame de Candolle vorgenommen. Nach Henk 't Hart (1944–2000) besteht die Gattung Pistorinia  aus den Arten:
- Pistorinia brachyantha Coss.; kommt in Marokko vor
- Pistorinia breviflora Boiss.; kommt in zwei Unterarten in Südspanien und Nordafrika vor[4]:
  - Pistorinia breviflora Boiss. subsp. breviflora
  - Pistorinia breviflora subsp. intermedia (Boiss. & Reut.) Greuter & Burdet
- Pistorinia hispanica (L.) DC.; kommt in Spanien und Portugal vor.

Werner Greuter unterscheidet noch eine weitere Art, die bisher zur Gattung Cotyledon gestellt worden war:
- Pistorinia attenuata (H.Lindb.) Greuter, die nur in Marokko vorkommt. Sie umfasst zwei Unterarten[4]:
  - Pistorinia attenuata (H.Lindb.) Greuter subsp. attenuata
  - Pistorinia attenuata subsp. mairei (H.Lindb.) Greuter

## Nachweise